# Verdulia
Verdulia is een geslacht van rechtvleugeligen uit de familie Pyrgomorphidae. De wetenschappelijke naam van dit geslacht is voor het eerst geldig gepubliceerd in 1905 door Bolívar.

## Soorten
Het geslacht Verdulia omvat de volgende soorten:
- Verdulia cycloidea Haan, 1842
- Verdulia subcycloidea Willemse, 1932